# Georg Baesecke

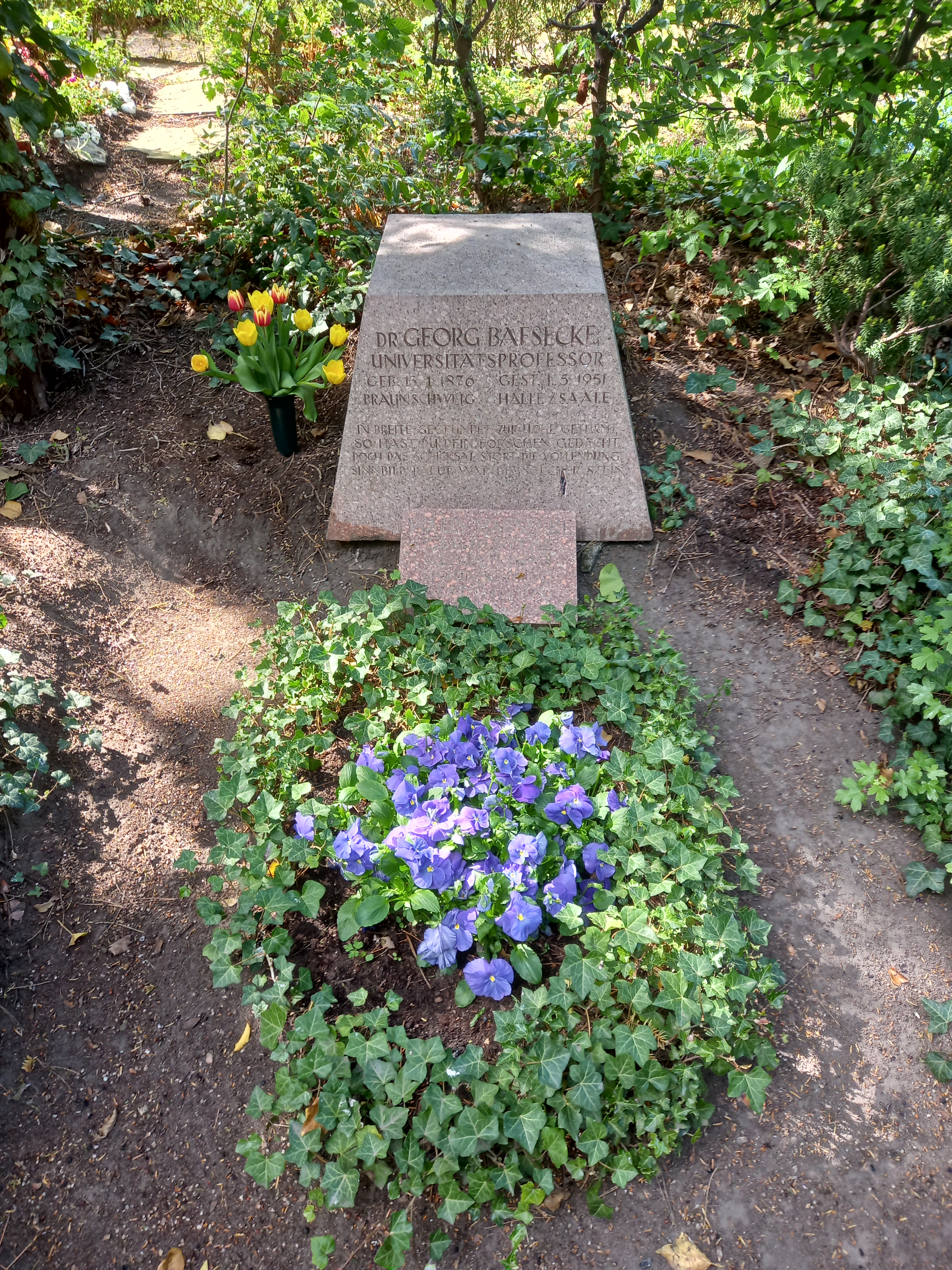
Das Grab von Georg Baesecke und seiner zweiten Ehefrau Wally geborene Benecke auf dem Friedhof Kröllwitz in Halle

Georg Paul Baesecke (* 13. Januar 1876 in Braunschweig; † 1. Mai 1951 in Halle) war ein deutscher germanistischer Mediävist. Er war Professor und Direktor des Seminars für deutsche Philologie an der Universität Halle.

## Leben
Baesecke war der Sohn von Hermann Baesecke, dem Eigentümer der St. Martini-Apotheke in Braunschweig. Er entstammte einer Gelehrten- und Pastorenfamilie, besuchte das Gymnasium Martino-Katharineum und studierte von 1894 bis 1899 klassische und deutsche Philologie und Philosophie an der Universität Göttingen sowie in Berlin und Heidelberg. 1899 wurde er in Göttingen bei Gustav Roethe mit einer Arbeit über die Die Sprache der opitzischen Gedichtsammlungen von 1624 und 1625. promoviert. Er wurde Mitglied und später Alter Herr des Philologisch-Historischen Vereins Göttingen im Naumburger Kartellverband.
In den Jahren 1902 bis 1904 arbeitete er an der großen Weimarer Luther-Ausgabe mit. Im Jahr 1905 wurde Baesecke mit einer Schrift über den mittelhochdeutschen „Münchener Oswald“ in Berlin habilitiert und wurde Privatdozent für deutsche Philologie. 1911 wurde er zum Titularprofessor in Berlin ernannt. Er erhielt 1913 einen Ruf nach Königsberg und übte dort einen Lehrauftrag aus, bis er 1921 nach Halle berufen wurde.
Baesecke forschte und lehrte insbesondere zur Sprache, Grammatik und Literatur der althochdeutschen Phase und Germanischen Philologie und altertumskundlichen Aspekten. Dabei stellte er Untersuchungen zur Vor- und Frühgeschichte des deutschen Schrifttums an und versuchte eine kontinuierliche Entwicklung der fragmentarisch überlieferten althochdeutschen Literatur zu begründen. Er untersuchte insbesondere die Glossenüberlieferung, die Arbeiten größerer Klöster oder die Einflüsse durch einzelne Personen wie Hrabanus Maurus, Walahfrid Strabo, des Bischofs Arbeo von Freising oder des Kaisers Karl der Große. Dieser Versuch scheiterte jedoch und die spätere Forschung widerlegte seine Thesen zum Abrogans und dem Vocabularius und konnte eine Kontinuität vom 8. Jahrhundert bis zu dem deutschen Notker von St. Gallen nicht nachweisen.
Baesecke trat zuerst der DVP bei, wechselte dann zum 1. Mai 1933 zur NSDAP (Mitgliedsnummer 2.260.356) und trat dann 1946 der LDPD bei. 1938 wurde er zum korrespondierenden Mitglied der Göttinger Akademie der Wissenschaften gewählt.
1950 erhielt Baesecke den Brüder-Grimm-Preis der Philipps-Universität Marburg.

## Schriften
- Hannchen und Maria. Gedicht. Göttingen 1899 (Digitalisat). Rezension in: Braunschweigisches Magazin 1899, S. 200, doi:10.24355/dbbs.084-202010121532-0.
- Die Sprache der opitzischen Gedichtsammlungen von 1624 und 1625. Laute, Flexionen, Betonung. Dissertation, Universität Göttingen, J. Krampe, Braunschweig 1899 (Digitalisat).
- Johann Fischart, Das Glückhafte Schiff von Zürich. (1577.). Halle/S. 1901 (Digitalisat).
- Zweins. Fantasia quasi una sonata. Berlin 1906 (Digitalisat, Digitalisat) [Erzählungen]. Rezension in: Braunschweigisches Magazin 1907, S. 72 (Digitalisat). Die Erzählung Zweins erschien auch in: Der Türmer 8 Bd. 2 (1906), S. 308–315 (Digitalisat), Nigidius Selzer zuvor in: Wartburgstimmen 2. Jahrgang Bd. 2 (1904), S. 44–51 (Digitalisat).
- Der Münchener Oswald Text und Abhandlung. (= Germanistische Abhandlungen 28 = Habilitationsschrift Universität Berlin) Marcus, Breslau 1907 (Digitalisat)
- Der Wiener Oswald. Heidelberg 1912 (Digitalisat).
- Seelenwanderungen. Novellen. München 1913 (Digitalisat). Rezension von Eugen Wolff in: Berliner Akademische Nachrichten 7 (1912), S. 63f. (Digitalisat).
- Einführung in das Althochdeutsche. Laut- und Flexionslehre. München 1918 (Digitalisat).
- Deutsche Philologie. Gotha 1919 (Digitalisat).
- Heinrichs des Glichezares Reinhart Fuchs herausgegeben von Georg Baesecke. Mit einem Beitrage von Karl Voretzsch (= Altdeutsche Textbibliothek 7). Halle 1925 (Digitalisat).
- Lichtdrucke nach althochdeutschen Handschriften. Codd. Par. Lat. 7640, S. Gall. 911, Aug. CXI, Jun. 25, Lobcow. 434. M. Niemeyer, Halle/S. 1926 (Digitalisat).
- Reinhart Fuchs. Das älteste deutsche Tierepos aus der Sprache des 12. Jahrhunderts in unsere übertragen. M. Niemeyer, Halle/S. 1926 (Digitalisat).
- Wie studiert man Deutsch? Ratschläge für Anfänger. 2. Auflage. München 1926 (Digitalisat).
- Der deutsche Abrogans und die Herkunft des deutschen Schrifttums. M. Niemeyer, Halle/S. 1930, (Digitalisat).
- Die Sprache der Lutherbibel und wir. M. Niemeyer, Halle/S., 1932 doi:10.17169/refubium-36168.
- Der Vocabularius Sti.Galli in der angelsächsischen Mission. M. Niemeyer, Halle/S. 1933 (Digitalisat).
- Kleine Geschichten des Professors. Halle/S. 1941 (Digitalisat).
- Das Hildebrandlied. M. Niemeyer, Halle/S. 1945 (Digitalisat).
- Das lateinisch-althochdeutsche Reimgebet (Carmen ad Deum) und das Rätsel vom Vogel federlos. Berlin 1948 (Digitalisat).
- Die Überlieferung des althochdeutschen Tatian. M. Niemeyer, Halle/S. 1948 (Digitalisat).
- Vor- und Frühgeschichte des deutschen Schrifttums. Band 1–2 (1 Halbband nach dem Tod Baeseckes hrsg. von Ingeborg Schröbler). M. Niemeyer, Halle/S. 1940 (Vorgeschichte. Inhaltsverzeichnis, Digitalisat), 1950–1953.
- Kleinere Schriften zur althochdeutschen Sprache und Literatur. Verlag Francke, Bern/München 1966 (Inhaltsverzeichnis).
- Kleine metrische Schriften nebst ausgewählten Stücken seines Briefwechsels mit Andreas Heusler. Herausgegeben und mit einem Nachwort versehen von Werner Schröder. Fink, München 1968 (Inhaltsverzeichnis)
- Biographisch-bibliographische Aufzeichnungen von Georg Baesecke 1936, aus dem Stadtarchiv Braunschweig ediert von Wolfgang Milde: Georg Baeseckes biographisch-bibliographische Aufzeichnungen aus dem Jahre 1936. In: Althochdeutsch. Heidelberg 1987, Bd. 2, S. 1520–1541, hier S. 1529–1541 (Digitalisat des gemeinfreien Texts).

Bibliographie: Gertraud Wüstling: Georg Baesecke. Verzeichnis seiner sämtlichen Veröffentlichungen. Leipzig 1952 (Auszug im Internet Archive). Sie enthält 27 selbständig erschienene Schriften, 80 Aufsätze in Zeitschriften und Sammelwerken, 86 Besprechungen. Baesecke betreute 42 Dissertationen.
- archive.org

## Festschriften
- Altdeutsches Wort und Wortkunstwerk. Georg Baesecke zum 65. Geburtstage, 13. Januar 1941. Halle an der Saale 1941 (Rezension)
- Festgabe Georg Baesecke zum 75. Geburtstag. Dargebracht von Kollegen, Freunden und Schülern gesammelt von Ursula Bach. Maschinenschriftliches Manuskript Halle an der Saale 1951. Die verschollene Festschrift (ohne die umfangreichsten Beiträge von Karl Hauck und William Foerste) wurde 2024 aus Privatbesitz gescannt im Internet Archive.